# Adriapontia ihongeroensis
Adriapontia ihongeroensis är en tvåvingeart som först beskrevs av Vanschuytbroeck 1963.  Adriapontia ihongeroensis ingår i släktet Adriapontia och familjen svängflugor.
Artens utbredningsområde är Kongo. Inga underarter finns listade i Catalogue of Life.